# Громеки
Див. також Громики.
Громеки — литовсько-руський шляхетський рід, які гербувалися гербом «Абданк».
Свій родовід Громеки вели від Григорія Ісайовича Громики (?-1533), який був писарем литовським (1503), мав володіння під Мінськом, був державцем свісловським (1511), віленським ключником, старостою й державцем красносельським (1529 — 30 червня 1533). Через доньку Настасію поріднився з Горностаями, яка стала дружиною Оникія Остафійовича Горностая (?-1566), намісника господарського, старости черкаського й канівського (1544—1547), старости ржецицького, державця любочанського. Можливо, через це родичання й потрапили Громики на черкасько-канівське порубіжжя. Нащадки Громик були внесені до VI частини родовідних книг Могилівської, Віленської і Гродненської губерній.
На відміну від литовсько-білоруських Громик, білоцерківські писалися Громеками. Потомство військового товариша Василя Громеки було внесене до II частини родовідних книг Полтавської та Петербурзької губерній. Михайло Громека (?-1651), будучи полковником білоцерківським (?-1649-1651), загинув у Корсуні при складанні нового козацького реєстру. Якийсь його родич Григорій Громека в той же час обіймав посаду полкового старшини Білоцерківського полку (1649, другий у реєстрі). Син Михайла Громеки — Василь Михайлович (?, ран. 1652—1704-бл.1706) — близько 1674 р. переселився з Правобережжя до м. Сміле і с. Томашівки. Спочатку був військовим товаришем (?-1676-1687), а потім сотником смілянським (1687—1688). На деякий час залишив сотницький уряд, будучи значним військовим товаришем (1688-?), але пізніше повернув собі смілянське сотництво (?-1695-?). А потім уже був абшитований і закінчив життя значним військовим товаришем. Інший син Михайла Громеки — Степан — також був значним військовим товаришем.

## Відомі представники
- Громека Іполит Степанович (1851—1889) — математик, професор Казанського університету; син С. С. Громеки
- Громека Михайло Степанович (1852—1884) — літературний критик; син С. С. Громеки
- Громека Степан Степанович (1823—1877) — поліцейський чиновник і публіцист; батько І. С. Громеки і М. С. Громеки.

## Інше
- Рівняння Громеки — Лемба